# روك أوف ايجز (شركة)
روك أوف ايجز (بالإنجليزية: Rock Of Ages)هي شركة في ولاية فيرمونت الأمريكية. تستخرج الغرانيت الذي تبيعه إلى حد كبير لاستخدامها في عمل النصب التذكارية.
تأسست الشركة في عام 1885 وتقع في غرانيتفيل. ويعمل فيها 230 شخص ووصل ربح شركة عام 2008 إلى 800,000 دولار أمريكي.
في أكتوبر 2010 إشترت شركة سوينسون أسهم الشركة بإجمالي 39 مليون دولار، بواقع 5.2 دولار للسهم الواحد.
والآن شركة روك أوف ايجز تدير أكبر مقلع غرانيت في العالم وعمقه يصل إلى 180 متر ويدعي «مقلع إي إل سميث» ويتواجد في من صخور العصر الديفوني البركانية. كان محجر الجرانيت في الأصل يستخدام تقنيات بدائية مثل المناشير اليدوية والشحنات المتفجرة لتفجير قطاعات المحجر. وتطورت التقنيات حديثا لتشمل مناشير سلكية ذات رؤوس ماسية ونفاثات مائية. يمكن لزوار مصنع روك أوف ايجز ومتجر الهدايا أيضًا مشاهدة عملية قطع الجرانيت من بعيد.
كانت الشركة واحدة من الشركات ذات الصلة بالمقابر وتم عرضها في فيلم PBS الوثائقي عام 2005 باسم أي سيميتري سبيشل.

## أعمال ملحوظة للشركة
- النصب التذكاري للحرب الكورية
- مقبرة النصب التذكاريي للأمم المتحدة في بوسان بكوريا الجنوبية والمنحوتة بواسطة فرانك غايلورد.[10][11][12]